# El misterio de Sans Souci
El misterio de Sans Souci (N or M? en la versión original en inglés) es una novela de la escritora británica Agatha Christie publicada en 1941.

## Sinopsis
La trama se desarrolla tras el estallido de la Segunda Guerra Mundial. Tommy y Tuppence Beresford se aburren en su vida cotidiana, cuando, de pronto, un viejo conocido del servicio secreto les propone instalarse en un hotel de la costa de Inglaterra para investigar, entre su clientela, formada por militares retirados, viejas chismosas, y parejas de enamorados, a un peligroso agente secreto nazi.
- Datos: Q120595